# П'єзокварц
П'єзокварц (англ. piezoelectric quartz crystal; нім. Piezoquarz m) – мінерал, різновид кварцу, який здатний від зміни форми та об’єму утворювати електричні заряди на гранях кристала. Як правило, це речовина кварцу, яка не містить домішок, газу, рідини, тріщин, двійників, завилькуватості. В природі зустрічається в пегматитах, кварцових жилах та розсипах. 
В Україні є на Волині. Сьогодні використовують г.ч. синтетичний п’єзокварц. 
Застосовують у радіотехніці, електроакустиці тощо. 

## Дивись також
- П'єзоефект
- піроелектрики
- П'єзоелектричні властивості гірських порід
- П'єзоелектрика
- П'єзометр